# Karle
Karle (deutsch Karlsbrunn) ist eine Gemeinde mit 371 Einwohnern in Tschechien. Sie liegt acht Kilometer westlich von Svitavy an der Loučná und gehört dem Okres Svitavy an.

## Geographie

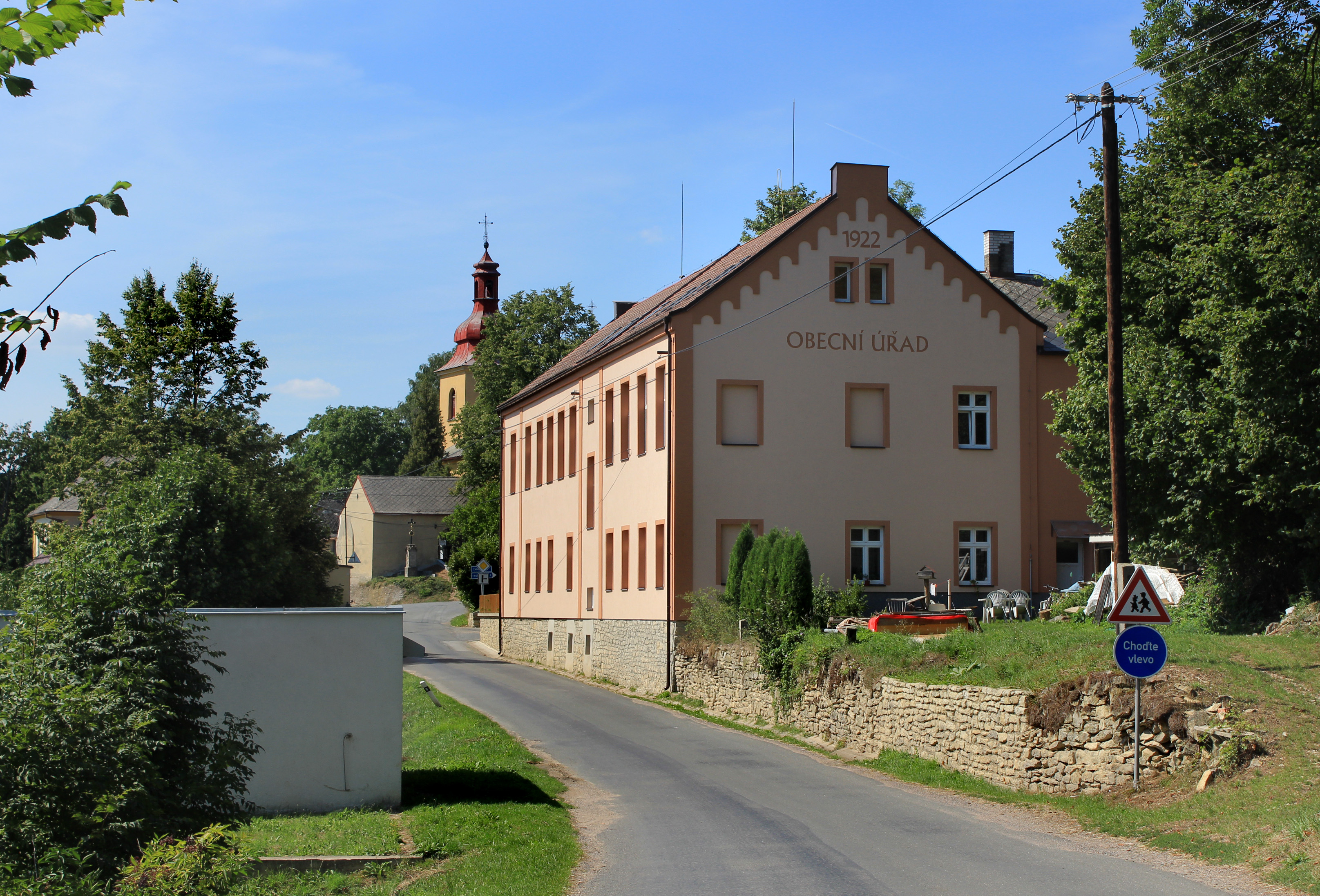
Gemeindeamt

Der Ort liegt in der Böhmisch-Mährischen Höhe in 492 m ü. M. Nachbarorte sind Trstěnice im Norden, Javorník und Svitavy im Osten, Ostrý Kámen und Vendolí im Süden sowie Květná und Chmelík im Westen.

## Geschichte
Der Ort wurde 1336 erstmals urkundlich erwähnt und befand sich im Besitz von Konrad von Karlsbrunn. Nach einer alten Legende hieß das Dorf ursprünglich Langendorf und der Karl IV. soll hier aus einer Quelle getrunken haben.
Eine weitere Legende rankt sich um die alte Burg. Danach soll ein schwedischer Trauerzug für die Hl. Birgitta 1374 durch die auf der Burg ansässigen Raubritter überfallen worden sein. Im Laufe der Jahrhunderte wurde die Burg, von der kaum etwas konkretes bekannt ist, schrittweise abgetragen, so dass außer einem Schutthügel nicht mehr davon erhalten ist.
Karlsbrunn gehörte zum Besitz des Prämonstratenserklosters Litomyšl. 1430 entstand die gotische Bartholomäuskirche, die nach Blumenau und dann ab 1677 nach Abtsdorf gepfarrt war.
1930 lebten in dem Dorf im Schönhengstgau einschließlich des Ortsteiles Mährisch Rausendorf 775 überwiegend deutsche Einwohner.
Nach dem Münchner Abkommen wurde der Ort dem Deutschen Reich zugeschlagen und gehörte bis 1945 zum Landkreis Zwittau.
Seit 1949 gehört der Ort zum Okres Svitavy.

## Gemeindegliederung
Zur Gemeinde Karle gehört der Ortsteil Ostrý Kámen (Mährisch Rausenstein).